# マーラヴィカ・ナーヤル (テルグ女優)
マーラヴィカ・ナーヤル（Malvika Nair）は、インドのテルグ語映画、マラヤーラム語映画で活動する女優。代表作には『Black Butterfly』『Cuckoo』『スブラマニヤムとは誰だ』『Taxiwaala』『Modern Love Hyderabad』『Krishnam Pranaya Sakhi』がある。

## 生い立ち
デリーのマラヤーリ家庭に生まれ、一家はマーラヴィカが生まれて間もなくケララ州に移住し、コーチのヴィティーラにあるToc-H公立学校で教育を受けた。その後はニューデリーに移り、DAVスレシュタ・ヴィハールで教育を受けた後、ハイデラバードのベーグムペットにあるセント・フランシス女子大学を卒業し、エディンバラ大学で哲学の学位を取得している。

## キャリア
在学中にモデルとして複数の広告に起用されたほか、モーハン・シーターラが手掛けたミュージックビデオ「Rithukkal」にも出演している。その後、映画出演のオファーを受け、13歳の時に映画界に進んだ。デビュー作となった『ウスタード・ホテル』では歌曲シーンへの出演に留まり、『Puthiya Theerangal』『Karmayodha』ではそれぞれネドゥムディ・ヴェーヌ、モーハンラールの娘役を演じた。2013年は『事件番号18/9』をリメイクした『Black Butterfly』に主要キャストとして出演し、アシッドアタックの被害を受けるハウスメイドのリーナ役を演じている。『事件番号18/9』の監督バーラージ・シャクティヴェールは『Black Butterfly』でのマーラヴィカの演技に感銘を受け、彼がラージュ・ムルガンに推薦したことがきっかけで『Cuckoo』に出演した。同作では盲目の少女スダーンティラコーディ役を演じ、役作りのために盲目の人々と触れ合うワークショップに参加している。マーラヴィカの演技は批評家から絶賛され、複数の映画賞を受賞している。また、『Pakida』では父親によって売春宿に売り飛ばされる15歳の少女カニ役を演じた。
2015年はナーグ・アシュウィンの『スブラマニヤムとは誰だ』に出演し、批評家から「新人にしては気迫があり、成熟した演技を見せてくれた」と批評された。2016年にはB・V・ナンディニ・レッディの『Kalyana Vaibhogame』に出演し、『Sify』から「『スブラマニヤムとは誰だ』で観客を魅了したマーラヴィカ・ナーヤルは、自立心を持った現代的な女性として再び輝きを放っている。彼女はあらゆるシーンで見せ場を作り出している」と批評されている。2018年には『伝説の女優 サーヴィトリ』に出演してジェミニ・ガネーサンの妻アラメル役を演じ、興行的な成功を収めた。その後は『Ninu Veedani Needanu Nene』『Orey Bujjiga』に出演している。

## フィルモグラフィー

### 映画
| 年   | 作品                            | 役名                           | 言語           | 備考                               | 出典   |
| ---- | ------------------------------- | ------------------------------ | -------------- | ---------------------------------- | ------ |
| 2012 | ウスタード・ホテル              |                                | マラヤーラム語 | 歌曲シーン出演                     | [ 15 ] |
| 2012 | Karmayodha                      | ディヤ                         | マラヤーラム語 | 「マーラヴィヤ」クレジット         | [ 16 ] |
| 2012 | Puthiya Theerangal              | ミニクッティ                   | マラヤーラム語 | 「マーラヴィカ・サーイ」クレジット | [ 17 ] |
| 2013 | Black Butterfly                 | リーナ                         | マラヤーラム語 | 「マーラヴィカ・サーイ」クレジット | [ 18 ] |
| 2014 | Pakida                          | カニ                           | マラヤーラム語 |                                    | [ 19 ] |
| 2014 | Cuckoo                          | スダーンティラコーディ         | タミル語       |                                    | [ 20 ] |
| 2015 | スブラマニヤムとは誰だ          | アーナンディ                   | テルグ語       |                                    | [ 21 ] |
| 2016 | Kalyana Vaibhogame              | ディヴィヤ                     | テルグ語       |                                    | [ 22 ] |
| 2018 | 伝説の女優 サーヴィトリ         | アラメル・ジェミニ・ガネーサン | テルグ語       |                                    | [ 23 ] |
| 2018 | Vijetha                         | チャイトラ                     | テルグ語       |                                    | [ 24 ] |
| 2018 | Taxiwaala                       | シシラ・バラドワージ           | テルグ語       |                                    | [ 23 ] |
| 2019 | Ninu Veedani Needanu Nene       | 心理学科の学生                 | テルグ語       | カメオ出演                         | [ 25 ] |
| 2020 | Orey Bujjiga                    | クリシュナヴェニ               | テルグ語       |                                    | [ 26 ] |
| 2022 | Thank You                       | パールヴァティー（パール）     | テルグ語       |                                    | [ 27 ] |
| 2023 | Phalana Abbayi Phalana Ammayi   | アヌパマ・カストゥリ           | テルグ語       |                                    |        |
| 2023 | Anni Manchi Sakunamule          | アーリヤー・プラサード         | テルグ語       |                                    |        |
| 2023 | Devil: The British Secret Agent | マニメカーラ                   | テルグ語       |                                    | [ 28 ] |
| 2024 | カルキ 2898-AD                  | ウッタラー                     | テルグ語       | カメオ出演                         |        |
| 2024 | Krishnam Pranaya Sakhi          | プラナヤ                       | カンナダ語     |                                    | [ 29 ] |

### ドラマシリーズ
| 年   | 作品                  | 役名                     | 配信               | 備考                                        |
| ---- | --------------------- | ------------------------ | ------------------ | ------------------------------------------- |
| 2022 | Modern Love Hyderabad | ヴァンダナ・バラドワージ | Amazon Prime Video | 「What Clown Wrote this Script?」パート出演 |

## 受賞歴
| 年                                | 部門                              | 作品                              | 結果                              | 出典                              |
| フィルムフェア賞 南インド映画部門 | フィルムフェア賞 南インド映画部門 | フィルムフェア賞 南インド映画部門 | フィルムフェア賞 南インド映画部門 | フィルムフェア賞 南インド映画部門 |
| --------------------------------- | --------------------------------- | --------------------------------- | --------------------------------- | --------------------------------- |
| 2015年                            | タミル語映画部門主演女優賞        | 『Cuckoo』                        | 受賞                              | [ 30 ]                            |
| 2019年                            | テルグ語映画部門助演女優賞        | 『Taxiwaala』                     | ノミネート                        | [ 31 ]                            |
| 南インド国際映画賞                |                                   |                                   |                                   |                                   |
| 2015年                            | タミル語映画部門新人女優賞        | 『Cuckoo』                        | ノミネート                        |                                   |
| 2016年                            | テルグ語映画部門新人女優賞        | 『スブラマニヤムとは誰だ』        | ノミネート                        | [ 32 ]                            |
| アーナンダ・ヴィカタン映画賞      |                                   |                                   |                                   |                                   |
| 2015年                            | 主演女優賞                        | 『Cuckoo』                        | 受賞                              | [ 33 ]                            |
| ヴィジャイ・アワード              |                                   |                                   |                                   |                                   |
| 2015年                            | 新人女優賞                        | 『Cuckoo』                        | 受賞                              | [ 34 ]                            |